# Льяно-де-Буреба
Льяно-де-Буреба (ісп. Llano de Bureba) — муніципалітет в Іспанії, у складі автономної спільноти Кастилія-і-Леон, у провінції Бургос. Населення — 71 особа (2010).
Муніципалітет розташований на відстані близько 250 км на північ від Мадрида, 35 км на північний схід від Бургоса.

## Демографія
Динаміка населення (INE ):